# Большая Нева
Больша́я Нева́ — рукав Невы, начинающийся у Дворцового моста и впадающий в Невскую губу.

## Географические сведения
Длина — около 3,5 км. Ширина — от 200 до 400 метров. Глубина — до 12,8 метра. В Большую Неву впадают Мойка, Ново-Адмиралтейский канал, Пряжка и Фонтанка. Вблизи устья Большой Невы начинаются река Екатерингофка и Морской канал. Самый большой по полноводности среди рукавов Невы: расход воды у Стрелки Васильевского острова составляет 1520 м³/с (60 % общего стока Невы). Является также основным судоходным участком среди рукавов Невы.

## Достопримечательности
По берегам Большой Невы расположены:
- Кунсткамера
- Дом Академии наук
- Здание 12 коллегий
- Меншиковский дворец
- Академия художеств
- Горный институт
- Адмиралтейство
- Медный всадник
- Здание Сената и Синода
- Адмиралтейские верфи
- Балтийский завод
- Через Большую Неву перекинуты два моста:
  - Дворцовый мост
  - Благовещенский мост